# Степаньонки
Степаньо́нки (рос. Степанёнки) — присілок в Кезькому районі Удмуртії, Росія.
Населення — 366 осіб (2010; 389 в 2002).
Національний склад станом на 2002 рік:
- росіяни — 86 %

Урбаноніми:
- вулиці — Лісова, Механізаторів, Миру, Молодіжна, Польова, Радянська, Свободи, Праці
- провулки — Зарічний, Першотравневий, Шкільний